# Psylliodes heikertingeri
Psylliodes heikertingeri es una especie de insecto coleóptero de la familia Chrysomelidae.
Fue descrita científicamente en 1922 por Jacobson.